# Zápas na Letních olympijských hrách 1992 – muži, volný styl do 100 kg
Zápas ve volném stylu ve váhové kategorii do 100 kg probíhal na Letních olympijských hrách 1992 v Barcelonském Instituto Nacional de Educación Física de Cataluña. O medaile se utkalo celkem 17 zápasníků.

## Turnajové výsledky
Zápasníci jsou rozděleni do dvou skupin. Je aplikován systém na dvě porážky.
Legenda
- TO — Lopatkové vítězství
- SP — Vítězství pro převahu, 12 až 14 bodů rozdíl, poražený s body
- SO — Vítězství pro převahu, 12 až 14 bodů rozdíl, poražený bez bodů
- ST — Vítězství na technickou převahu, 15 bodů rozdíl
- PP — Vítězství na body, poražený s body
- PO — Vítězství na body, poražený bez bodů
- PA — Vítězství pro soupeřovo zranění
- DQ — Vítězství pro soupeřovu diskvalifikaci
- D2 — Oba zápasníci diskvalifikováni pro pasivitu, skóre 0-0
- DNA — Nenastoupil
- L — Porážky
- ER — Kolo vyřazení
- CP — Klasifikační body
- TP — Technické body

### Skupiny

#### Skupina A
| L                |                        | CP     | TP     |                        | L      |        |
| Kolo 1           | Kolo 1                 | Kolo 1 | Kolo 1 | Kolo 1                 | Kolo 1 | Kolo 1 |
| ---------------- | ---------------------- | ------ | ------ | ---------------------- | ------ | ------ |
| 1                | Manabu Nakaniši (JPN)  | 0-4 TO | 3:03   | Arvi Aavik (EST)       | 0      |        |
| 0                | Subhash Verma (IND)    | 3-0 PO | 5-0    | Petros Bourdolis (GRE) | 1      |        |
| 0                | Heiko Balz (GER)       | 3-0 PO | 1-0    | Kazem Gholami (IRI)    | 1      |        |
| 1                | Gavin Carrow (CAN)     | 1-3 PP | 2-12   | Mark Coleman (USA)     | 0      |        |
| 0                | Kim Tche-u (KOR)       |        |        | Bye                    |        |        |
| Kolo 2           |                        |        |        |                        |        |        |
| 0                | Kim Tche-u (KOR)       | 3-1 PP | 8-1    | Manabu Nakaniši (JPN)  | 2      |        |
| 1                | Arvi Aavik (EST)       | 0-3 PO | 0-3    | Subhash Verma (IND)    | 0      |        |
| 2                | Petros Bourdolis (GRE) | 0-3 PO | 0-4    | Heiko Balz (GER)       | 0      |        |
| 1                | Kazem Gholami (IRI)    | 3-0 PO | 2-0    | Gavin Carrow (CAN)     | 2      |        |
| 0                | Mark Coleman (USA)     |        |        | Bye                    |        |        |
| Kolo 3           |                        |        |        |                        |        |        |
| 1                | Mark Coleman (USA)     | 0-3 PO | 0-6    | Kim Tche-u (KOR)       | 0      |        |
| 2                | Arvi Aavik (EST)       | 0-3 PO | 0-3    | Heiko Balz (GER)       | 0      |        |
| 0                | Subhash Verma (IND)    | 3-1 PP | 3-2    | Kazem Gholami (IRI)    | 2      |        |
| Kolo 4           |                        |        |        |                        |        |        |
| 1                | Mark Coleman (USA)     | 3-1 PP | 9-2    | Subhash Verma (IND)    | 1      |        |
| 1                | Kim Tche-u (KOR)       | 0-3 PO | 0-4    | Heiko Balz (GER)       | 0      |        |
| Kolo 5           |                        |        |        |                        |        |        |
| 2                | Mark Coleman (USA)     | 0-3 PO | 0-3    | Heiko Balz (GER)       | 0      |        |
| 1                | Kim Tche-u (KOR)       | 3-1 PP | 2-1    | Subhash Verma (IND)    | 2      |        |
| Zápas o 5. místo |                        |        |        |                        |        |        |
|                  | Arvi Aavik (EST)       | 0-4 DQ |        | Kazem Gholami (IRI)    |        |        |

| Zápasník               | L | ER | CP |
| ---------------------- | - | -- | -- |
| Heiko Balz (GER)       | 0 | -  | 15 |
| Kim Tche-u (KOR)       | 1 | -  | 9  |
| Subhash Verma (IND)    | 2 | 5  | 11 |
| Mark Coleman (USA)     | 2 | 5  | 6  |
| Kazem Gholami (IRI)    | 2 | 3  | 4  |
| Gavin Carrow (CAN)     | 2 | 2  | 1  |
| Manabu Nakaniši (JPN)  | 2 | 2  | 1  |
| Petros Bourdolis (GRE) | 2 | 2  | 0  |
| Arvi Aavik (EST)       | 2 | 3  | 4  |

#### Skupina B
| L      |                           | CP     | TP     |                        | L      |        |
| Kolo 1 | Kolo 1                    | Kolo 1 | Kolo 1 | Kolo 1                 | Kolo 1 | Kolo 1 |
| ------ | ------------------------- | ------ | ------ | ---------------------- | ------ | ------ |
| 0      | Sándor Kiss (HUN)         | 3-1 PP | 7-3    | Alioune Diouf (SEN)    | 1      |        |
| 1      | Boldyn Javkhlantögs (MGL) | 0-4 TO | 4:56   | Andrzej Radomski (POL) | 0      |        |
| 0      | Miroslav Makaveev (BUL)   | 3-1 PP | 6-5    | Johannes Rossouw (RSA) | 1      |        |
| 1      | Ali Kayalı (TUR)          | 0-3 PP | 0-2    | Leri Chabelovi (EUN)   | 0      |        |
| 0      | Magdiel Gutiérrez (NCA)   |        |        | Bye                    |        |        |
| Kolo 2 |                           |        |        |                        |        |        |
| 1      | Magdiel Gutiérrez (NCA)   | 0-4 ST | 0-16   | Sándor Kiss (HUN)      | 0      |        |
| 2      | Alioune Diouf (SEN)       | 0-4 TO | 2:05   | Andrzej Radomski (POL) | 0      |        |
| 1      | Miroslav Makaveev (BUL)   | 1-3 PP | 1-5    | Ali Kayalı (TUR)       | 1      |        |
| 2      | Johannes Rossouw (RSA)    | 1-3 PP | 1-8    | Leri Chabelovi (EUN)   | 0      |        |
| 1      | Boldyn Javkhlantögs (MGL) |        |        | DNA                    |        |        |
| Kolo 3 |                           |        |        |                        |        |        |
| 2      | Magdiel Gutiérrez (NCA)   | 0-4 TO | 2:07   | Andrzej Radomski (POL) | 0      |        |
| 1      | Sándor Kiss (HUN)         | 0-3 PP | 0-5    | Ali Kayalı (TUR)       | 1      |        |
| 2      | Miroslav Makaveev (BUL)   | 0-3 PO | 0-3    | Leri Chabelovi (EUN)   | 0      |        |
| Kolo 4 |                           |        |        |                        |        |        |
| 2      | Sándor Kiss (HUN)         | 0-3 PO | 0-6    | Leri Chabelovi (EUN)   | 0      |        |
| 1      | Andrzej Radomski (POL)    | 1-3 PP | 3-5    | Ali Kayalı (TUR)       | 1      |        |
| Kolo 5 |                           |        |        |                        |        |        |
| 2      | Andrzej Radomski (POL)    | 0-3 PO | 0-5    | Leri Chabelovi (EUN)   | 0      |        |
| 1      | Ali Kayalı (TUR)          |        |        | Bye                    |        |        |

| Zápasník                  | L | ER | CP |
| ------------------------- | - | -- | -- |
| Leri Chabelovi (EUN)      | 0 | -  | 15 |
| Ali Kayalı (TUR)          | 1 | -  | 9  |
| Andrzej Radomski (POL)    | 2 | 5  | 13 |
| Sándor Kiss (HUN)         | 2 | 4  | 7  |
| Miroslav Makaveev (BUL)   | 2 | 3  | 4  |
| Magdiel Gutiérrez (NCA)   | 2 | 3  | 0  |
| Johannes Rossouw (RSA)    | 2 | 2  | 2  |
| Alioune Diouf (SEN)       | 2 | 2  | 1  |
| Boldyn Javkhlantögs (MGL) | 1 | 1  | 0  |

### Finále
|                     | CP               | TP               |                         |                  |
| Zápas o 9. místo    | Zápas o 9. místo | Zápas o 9. místo | Zápas o 9. místo        | Zápas o 9. místo |
| ------------------- | ---------------- | ---------------- | ----------------------- | ---------------- |
| Kazem Gholami (IRI) | 4-0 TO           | 2:16             | Miroslav Makaveev (BUL) |                  |
| Zápas o 7. místo    |                  |                  |                         |                  |
| Mark Coleman (USA)  | 3-0 PO           | 2-0              | Sándor Kiss (HUN)       |                  |
| Zápas o 5. místo    |                  |                  |                         |                  |
| Subhash Verma (IND) | 0-3 PO           | 0-2              | Andrzej Radomski (POL)  |                  |
| Zápas o 3. místo    |                  |                  |                         |                  |
| Kim Tche-u (KOR)    | 0-3 PO           | 0-2              | Ali Kayalı (TUR)        |                  |
| Finálový zápas      |                  |                  |                         |                  |
| Heiko Balz (GER)    | 1-3 PP           | 1-2              | Leri Chabelovi (EUN)    |                  |

## Finálové pořadí
1. Leri Chabelovi (EUN)
2. Heiko Balz (GER)
3. Ali Kayalı (TUR)
4. Kim Tche-u (KOR)
5. Andrzej Radomski (POL)
6. Subhash Verma (IND)
7. Mark Coleman (USA)
8. Sándor Kiss (HUN)
9. Kazem Gholami (IRI)
10. Miroslav Makaveev (BUL)